# جاري كوري
جاري كوري هو لاعب هوكي الجليد فنلندي سابق وهو أول فنلندي يدخل قاعة مشاهير الهوكي،في 2017 تم تصنيفه بأنه من ضمن أفضل 100 لاعب في تاريخ دوري الهوكي الوطني. وهو حالياً صاحب فريق جوكريت.